# لجنة الحجاج في الهند

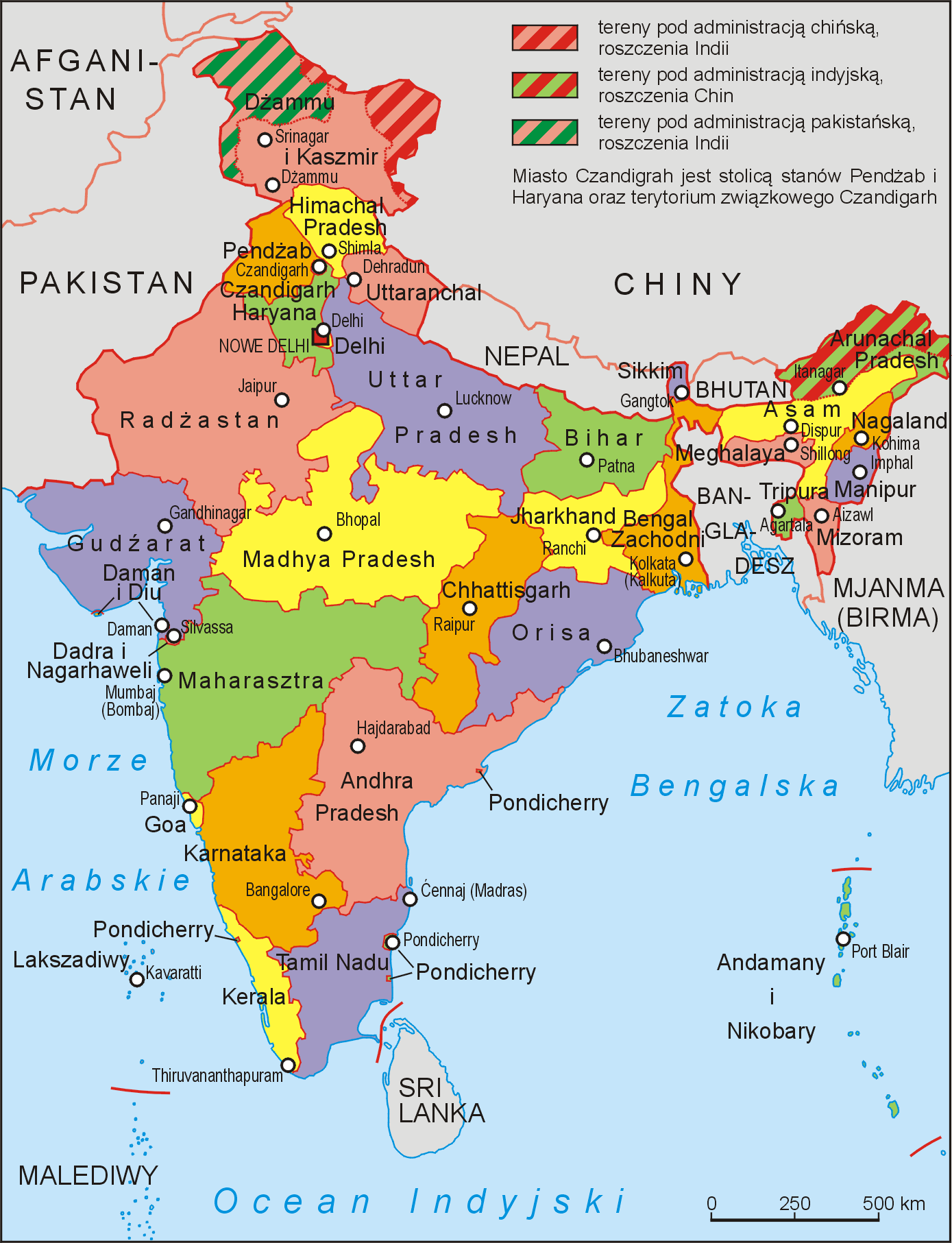
الولايات والمناطق الحالية في الهند

لجنة الحج في الهند (المعروفة أيضًا باسم لجنة الحج المركزية (CHC)  ) هي هيئة قانونية تابعة للحكومة الهندية تنظم شعائر الحج الإسلامية إلى المملكة العربية السعودية .  تأسست بموجب قانون لجنة الحج عام 2002.  تعمل اللجنة كوكالة عقدية للجان الحج في الولاية وتضم 23 عضوًا ، ستة يتم انتخابهم من قبل لجان الحج الحكومية ، وأربعة من المسؤولين السابقين، وثلاثة نواب ، وسبعة ترشحهم الحكومة المركزية ، والبقية يتم ترشيحهم من الولاية التي ترسل أكبر عدد من الحجاج.  زودت الهند بحصة 1،36،200 حاج في عام 2016 ، من بينها 1،00،200 رحلة، قيل أن لجنة الحج قد رتبت لها. توزع اللجنة الحصة المخصصة على مستوى الدولة بناءً على كثافة السكان المسلمين وفقًا لتعداد عام 2011 . 
يعود تقليد تنظيم الحج الديني من قبل لجنة الحج إلى عام 1927. نظمت اللجنة الحج عبر الطريق البحري وترأسها مفوض شرطة بومباي د. هيلي. عقد الاجتماع الأول للجنة في 14 أبريل 1927.  قبل قانون لجنة الحج لعام 2002 ، كانت المحاولة الأولى لمنح الاعتراف القانوني باللجنة من قبل البريطانيين الذين أصدروا قانون لجان ميناء الحاج في عام 1932 ولاحقًا في عام 1959 ، عندما تم تمرير قانون لجنة الحج من قبل حكومة جواهر لال نهرو. يشغل شودري محبوب علي قيصر حاليًا منصب رئيس لجنة الحج.  ASF-954-1-0

## مساكن رباط نظام
اشترى نظام حيدر أباد منزلاً كبيرًا للحجاج من الوطن ليقيموا فيه مجانًا أثناء زيارتهم لمكة المكرمة مجانًا. تجري حكومة تيلانجانا مسابقة قرعة لاختيار الفائزين المحظوظين الذين سيبقون في روباث (إقامة مجانية).    في الأصل كان هناك 42 مبنى ، ولكن لم يبق منها سوى زوجين بعد توسيع المسجد الحرام في مكة المكرمة.

## روابط خارجية
- الموقع الرسمي
- قانون لجنة الحج لعام 2002